# Metalofity
Metalofity – rośliny zdolne do przetrwania w środowisku zanieczyszczonym metalami ciężkimi takimi jak cynk, ołów, nikiel itd. Dla większości organizmów są to warunki niesprzyjające, więc mogą w nich przetrwać te, które wykształciły odpowiednie adaptacje morfologiczne i fizjologiczne. Potrafią także radzić sobie z niedostatkiem substancji pokarmowych i wody. Siedliska metalofitów mogą, poza zawartością metali, znacznie się różnić, przez co ciężko porównywać poszczególne ich zbiorowiska. Rośliny można podzielić na te, które tolerują obecność metali (ale mogą występować także w innych warunkach) – metalofity fakultatywne – i na te, które są związane z występowaniem zanieczyszczeń (mogą przetrwać tylko wtedy, gdy metale ciężkie występują w glebie) – metalofity obligatoryjne.

## Siedliska
Siedliska powstają zazwyczaj w sposób sztuczny, w okolicy kopalń, zakładów obróbki metali i miejscach składowania odpadów pogórnicznych (np. hałdy galenowe), chociaż podejrzewa się, że metalofity pojawiły się w okolicach wychodni złóż metali długo przed pojawieniem się człowieka i rozwojem przemysłu. Wśród metalofitów występuje wiele endemitów i gatunków rzadkich, a rośliny pospolite mają wyższą od typowych odporność na wysokie stężenia metali ciężkich w glebie (mające swoje źródło m.in. w modyfikacjach genetycznych).

## Klasyfikacja metalofitów
Taksony roślin żyjących na siedliskach o wysokim stężeniu metali dzielone są następująco:
- metalofity (ograniczone do siedlisk metalonośnych)
  - metalofity całkowite (niewystępujące poza stanowiskami metalonośnymi) – np. fiołek kalaminowy (Viola calaminaria), mokrzyca wiosenna (Minuartia verna subsp. hercynica)
  - metalofity lokalne (na pewnych obszarach występujące wyłącznie na siedliskach metalonośnych, a na innych, odległych obszarach na siedliskach normalnych) – np. zawciąg pospolity (Armeria maritima)
- pseudometalofity (mogące występować na tym samym obszarze na siedliskach o wysokiej i niskiej zawartości metali)
  - preferujące siedliska metalonośne – np. mietlica pospolita (Agrostis capillaris)
  - niewykazujące preferencji – np. janowiec barwierski (Genista tinctoria)
  - preferujące siedliska niezanieczyszczone (często gatunki ruderalne)

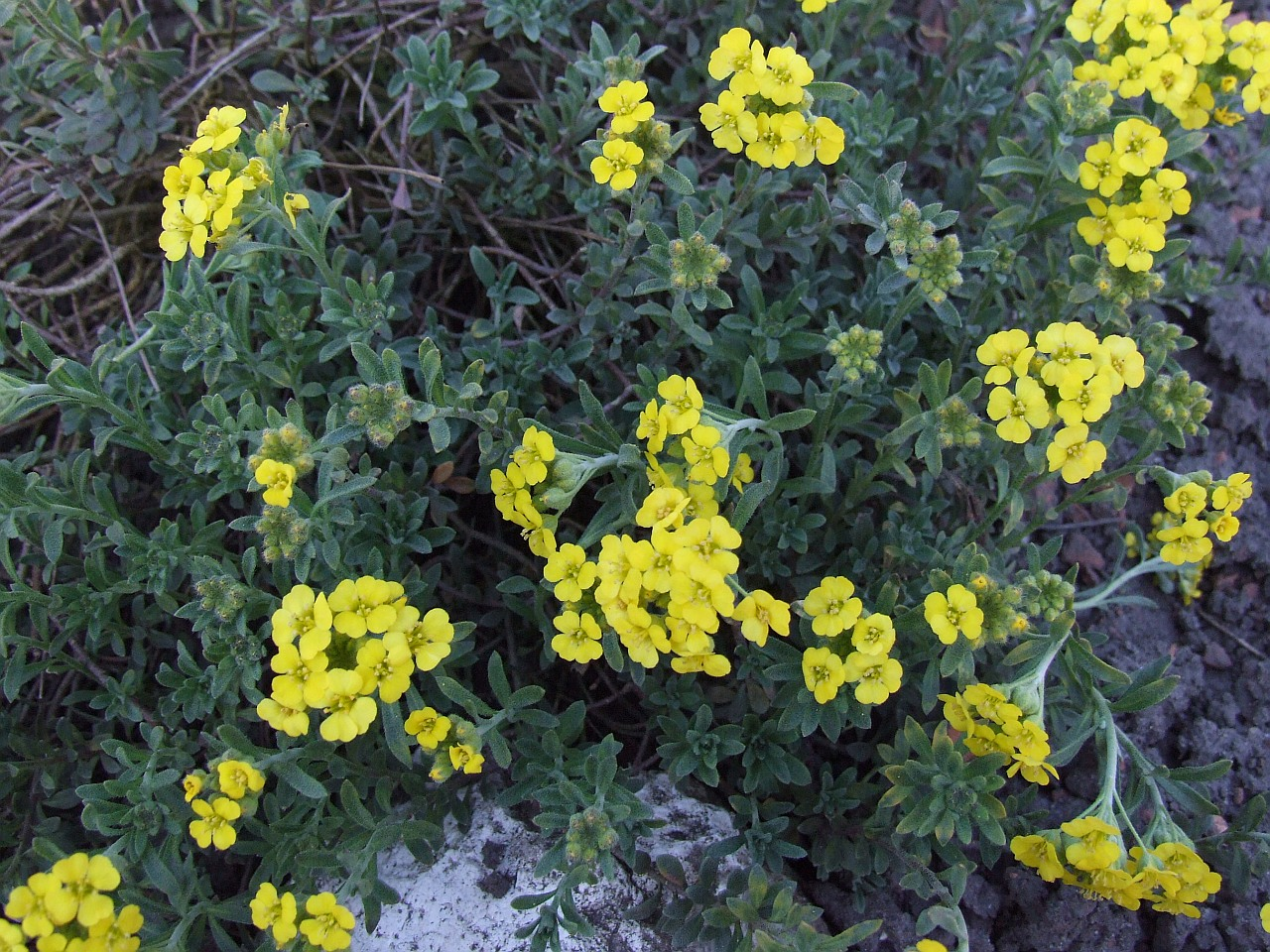
Smagliczka murowa

## Strategie odpowiedzi na metale ciężkie
Wyróżniane są dwie grupy strategii radzenia sobie w siedlisku o wysokim stężeniu metali ciężkich:
- wykluczanie (przystosowania roślin sprawiają, że toksyczne metale nie są pobierane z gleby, od pewnego stężenia przestają być skuteczne, często są to pseudometalofity)
- akumulacja (toksyczne metale są pobierane z gleby, ale gromadzone w ciele tak, aby nie oddziaływać na komórki).

Gatunki akumulujące metale ciężkie mogą być hiperakumulatorami, gdy gromadzą w tkankach pewną ponadprogową ilość metali, która może przewyższać stężenie w glebie. Są to m.in. smagliczka murowa (Alyssum murale) – hiperkumulator Ni, tobołki alpejskie (Thlaspi caerulescens) – hiperakumulator Ni, Zn, Mn i Cd. Gatunki akumulujące metale proporcjonalnie do stężenia w glebie są biowskaźnikami.
Metalofity mają zdolności do fitoremediacji (akumulacji zanieczyszczeń) skażonych gleb. Wiele gatunków wykazuje szczególną zdolność do silnego kumulowania metali ciężkich w swoich tkankach (hiperakumulacja).